# Paul Brincat
Paul „Salty“ Brincat (geb. vor 1985) ist ein australischer Tontechniker.

## Leben
Brincat begann seine Karriere 1985 mit der australischen Filmkomödie Traumhaus auf Raten von Denny Lawrence. Danach arbeitete er einige Jahre für das Fernsehen, bevor er über die international erfolgreiche Komödie Einstein Junior den Weg nach Hollywood fand. Dort war er in den 1990er Jahren unter anderem an Sniper – Der Scharfschütze und Der schmale Grat beteiligt. Für letzteren Film war er 1999 für den Oscar in der Kategorie Bester Ton nominiert. Zudem arbeitete er an 19 Folgen der Fernsehserie Flippers neue Abenteuer; hierfür erhielt er 1966 den Primetime Emmy.
In den 2000er Jahren arbeitete er an zwei Filmen aus George Lucas’ zweiter Star-Wars-Trilogie. Seit 2010 arbeitete er wieder hauptsächlich in Australien, wo er neben Filmprojekten auch verstärkt für das Fernsehen tätig war, unter anderem an Sea Patrol, The Code und der US-amerikanisch/australischen Fernsehserie Terra Nova.
Im Jahr 2022 wurde er in die Academy of Motion Picture Arts and Sciences (AMPAS) berufen, die alljährlich die Oscars vergibt.

## Filmografie (Auswahl)
- 1988: Einstein Junior (Young Einstein)
- 1991: Rückkehr zur blauen Lagune (Return to the Blue Lagoon)
- 1993: Sniper – Der Scharfschütze (Sniper)
- 1998: Der schmale Grat (The Thin Red Line)
- 2000: Pitch Black – Planet der Finsternis (Pitch Black)
- 2000: Red Planet
- 2002: Ghost Ship
- 2002: Star Wars: Episode II – Angriff der Klonkrieger (Star Wars: Episode II – Attack of the Clones)
- 2005: House of Wax
- 2005: Star Wars: Episode III – Die Rache der Sith (Star Wars: Episode III – Revenge of the Sith)
- 2006: Superman Returns
- 2007: Die Todeskandidaten (The Condemned)

## Auszeichnungen (Auswahl)
- 1999: Oscar-Nominierung in der Kategorie Bester Ton für Der schmale Grat